# Conflicto de Ituri
El conflicto de Ituri es una disputa entre la etnia agricultora lendu y la ganadera hema en la región de Ituri, en el nordeste de la República Democrática del Congo (RDC). No obstante, esta disputa se ha visto complicada por la presencia de diversos grupos armados que han tomado parte en la segunda guerra del Congo, así como por la gran cantidad de armas de pequeño calibre, por la presión para conseguir los abundantes recursos naturales de la zona, y por las tensiones étnicas de la región cercana.
El Frente Nacionalista e Integracionista (FNI) lidera a los lendu, mientras que la Fuerza para la Defensa del Pueblo de Uganda (UPDF) está al frente de los hema. Más de 60.000 personas han sido asesinadas, y cientos de miles han sido expulsadas de sus casas, desde que el conflicto estalló en los meses centrales de 1999. Y más de 40.000 personas se han visto obligadas a refugiarse en el campo de Rhoe.

### Contexto
Las tensiones étnicas entre los lendu y los hema se remontan a los tiempos coloniales. Los colonialistas belgas favorecieron a los hema, lo que dio como resultado una gran diferencia en educación y posesiones, que continuó hasta nuestros días. Sin embargo, los dos pueblos han convivido casi siempre en paz, practicando el matrimonio entre tribus. Así, mientras los hemas del norte hablan lendu, los hemas del sur continúan usando el hema.
Los hema y lendu también contaban con antiguas reyertas territoriales, que provocaron conflictos en al menos tres ocasiones, en 1972, 1985 y 1996.  Gran parte de la animosidad está causada por la ley de 1973 del uso de la tierra, que permite comprar tierra para fines no habitables y tras dos años, cuando la propiedad ya no es impugnable legalmente, expulsar a sus residentes. La utilización sin escrúpulos de esta ley forzó a familias enteras a abandonar sus hogares, ya que desconocían que su tierra había sido adquirida por otra persona. Aparentemente, en 1999, algunos hema pretendían hacerse con tierras Lendu utilizando esta táctica.
El Genocidio de Ruanda en 1994 supuso un choque psicológico en la región de los Grandes Lagos, a causa de la matanza de 800.000 personas debido a su procedencia étnica y provocando que surgieran afiliaciones tribales y lingüísticas más acusadas. La subsecuente llegada de refugiados hutu a la región, que llevó la Primera Guerra del Congo, enfatizó todavía más estos sentimientos. Sin embargo, no fue hasta 1998 con la segunda guerra del Congo que la situación entre hemas y lendus alcanzó el nivel de conflicto regional. Gran parte del norte de la RDC, incluyendo la provincia Oriental, fue ocupada y controlada por los invasores Fuerza de Defensa del Pueblo de Uganda (UPDF) y por la facción de Kisangani a quien apoyaban el Reagrupamiento Congoleño para la Democracia (RCD-K), bajo el mando de Ernest Wamba dia Wamba. El conflicto vino acompañado por una llegada de rifles de asalto y otras armas de fuego. Mientras que las disputas por las tierras solían resolverse con luchas con arcos y flechas, la fácil disponibilidad de armas de pequeño calibre incrementó en gran medida la violencia y destructividad de la lucha.
Los cascos azules han desviado su verdadero horizonte y la misión que la ONU necesita ya que estos son cuerpos militares encargados de crear y mantener la paz en áreas de conflictos, monitorear y observar los procesos pacíficos y de brindar asistencia a excombatientes en la implementación de tratados con fines pacíficos. Actúan por mandato directo del Consejo de Seguridad de la ONU y forman parte miembros de los ejércitos de los países miembros integrantes de las Naciones Unidas integrando una fuerza multinacional.

## Intervención de las fuerzas de paz de la ONU
Actúan por mandato directo del Consejo de Seguridad de la ONU y forman parte miembros de los ejércitos de los países miembros integrantes de las Naciones Unidas integrando una fuerza multinacional.

### Creación de la provincia de Ituri por el UPDF
En junio de 1999, James Kazini, el comandante de las fuerzas del UPDF en la RDC, haciendo caso omiso de las protestas procedentes del RCD-K, creó una nueva provincia, llamada Ituri, dentro de la región de Orientale, y designó a un hema como nuevo gobernador. Este hecho aparentemente convenció a los lendu de que Uganda y el RCD-K respaldaban a los hemas, con lo que se originó la violencia entre los dos grupos. El UPDF hizo poco para parar la oleada de violencia, e incluso en ocasiones ayudó a los hema. Sin embargo, y a pesar de que la lucha se intensificaba, el UPDF continuó entrenando tanto a hemas como a lendus. Algunas fuentes indican que los lendu que asisitían a estos entrenamientos militares se negaron a unirse al RCD-K y formaron sus propias milicias étnicas.

### Cese temporal de las hostilidades
La violencia no cesó hasta que, a finales de 1999, el RCD-K designó un mandatario neutral para encargarse del gobierno provincial. En los meses anteriores a este nombramiento, 200.000 personas aproximadamente fueron expulsadas de sus hogares y 7000 murieron en los combates. Un número indeterminado falleció por enfermedades relacionadas con el conflicto y por la hambruna, y se registraron índices de mortalidad del 15 por ciento durante dos brotes de sarampión en las regiones afectadas.

### Reanudación de la lucha
La violencia apareció de nuevo en 2001, a consecuencia del nombramiento de un hema por parte del UPDF para sustituir al gobernador. El candidato del RCD-K fue trasladado a Kampala y retenido por el gobierno de Uganda, sin ofrecer ninguna explicación al respecto.  Durante este periodo, el RCD-K sufrió una lucha interna que resultó en la división de la organización en el RCD-K de Wamba dia Wamba y el RCD-Mouvement de Libération (RCD-ML) de Mbusa Nyamwisi, marcadamente hema en sus convicciones. Wamba dia Wamba volvió a Bunia para denunciar una fusión entre los tres grupos rebeldes mayoritarios, respaldados por Uganda: el RCD-K, el RCD-ML y el Movimiento para la Liberación del Congo. La rápida caída de la base militar de Wamba dia Wamba, sin respaldo de Uganda, seguramente resultado directo de su postura pro-lendu. 

### Tensiones étnicas y rivalidad
La gran intensidad de la violencia fue también el resultado de un "calco" de la ideología étnica del conflicto hutu-tutsi.  Human Rights Watch informó que los lendu empezaban a verse similares a los hutus, mientras que los hema se identificaban con los tutsi. Aunque hay pocas bases con respecto a esta nueva formación de identidades, si aumentó de forma considerable las proporciones del conflicto.

### Niños soldados
Durante los siguientes años, incluso una vez finalizada la segunda guerra del Congo, el conflicto de Ituri continuó, aunque a un nivel inferior, con decenas de miles de asesinatos. La mitad de los miembros de la milicia eran niños menores de 18 años, y algunos incluso niños de 8 años. La causa de la continuidad de este conflicto se ha atribuido a la falta de una autoridad real en la región, que se ha convertido en un mosaico de áreas reclamadas por milicias armadas, y a la lucha de varios grupos armados por el control de los recursos naturales de la región. Como respuesta, Naciones Unidas dirigió sus MONUC (acrónimo inglés para Misión de las Naciones Unidas en la República Democrática del Congo) para realizar ejercicios de desarmamiento agresivo en las milicias locales.

### Trabajos forzosos
El conflicto también ha provocado el secuestro y esclavitud de civiles por parte de las tropas armadas. El 16 de octubre de 2006, Human Rights Watch informó que el gobierno de la RDC debía investigar y perseguir a aquellos miembros del mismo gobierno que hubieran participado en el secuestro de civiles con el fin de utilizarlos para trabajos forzosos y reclamó que cesara esta práctica. El paradero de nueve civiles secuestrados el 17 de septiembre y 20 civiles secuestrados el 11 de agosto sigue siendo desconocido.

### Pérdidas en los MONUC
Esta nueva política podría haber provocado el asesinato, en febrero de 2005, de nueve MONUCS por parte de las milicias lendu del FNI (Frente Nacionalista e Integracionista) y de la Unión Congolesa de Patriotas, cerca de la ciudad de Kafe, la mayor pérdida de Naciones Unidas desde el genocidio en Ruanda. Como respuesta a estas muertes, las fuerzas MONUC asaltaron una fortaleza del FNI, matando a cincuenta personas. El 1 de abril de 2005, el MONUC informó que menos de la mitad de los 15.000 miembros de las milicias se habían desarmado, siguiendo el ultimátum de Naciones Unidas. El coronel de Naciones Unidas Hussein Mahmoud declaró que a partir de ese momento, las fuerzas MONUC desarmarían por la fuerza a las milicias restantes. 

### Colusión extranjera
Human Rights Watch ha documentado la relación entre AngloGold Ashanti, una filial de la corporación minera Anglo American, entre otras, y su apoyo al FNI.  Se produjeron pagos para facilitar las operaciones mineras cercanas a la ciudad de Mongbwalu y se pasó oro de contrabando por Uganda hacia Europa y más destinos. Los beneficios de este comercio ilegal de oro se dividieron entre las compañías y las milicias armadas, cuyo uso del asesinato, tortura y violación en el transcurso del conflicto está altamente documentado. Tras la aparición de este informe de Human Rights Watch en junio de 2005, la empresa suiza Metalor Technologies, líder en el refinamiento de oro, aceptó dejar de adquirir oro procedente de Uganda. 
El 17 de octubre de 2006, un esfuerzo conjunto de Amnistía Internacional, Oxfam e International Action Network on Small Arms encontró en la zona de Ituri balas procedentes de Estados Unidos, Rusia, China, Sudáfrica y Grecia. Los investigadores afirmaron que ""este es sólo un ejemplo de como los controles relajados en las armas avivan el conflicto y sufrimiento en todo el mundo. Los embargos a armas de Naciones Unidas son como diques contra las olas de la marea"". El estudio se realizó en septiembre, con armas y munición recuperadas de los embargos de 2003.

### Acuerdo de Mayo (2006)
En abril de 2006, la FNI asesinó a un pacificador nepalés y convirtió en rehenes a siete más. MONUC ha confirmado que siete de sus pacificadores fueron capturados en una área a 100 km al este de Bunia, en la disputada región nororiental de Ituri. En mayo de 2006, el FNI liberó a los siete pacificadores nepaleses. El 9 de octubre de 2006, MONUC informó que 12 milicias del FNI habían sido asesinadas en enfrentamientos con las fuerzas armadas de la RDC. El portavoz del MONUC, Leocadio Salmeron afirmó que "no se han observado movimientos de la población" como resultado de la lucha. 

## Consecuencias
El 11 de octubre de 2006, como parte del acuerdo que llevó a la liberación de los pacificadores nepaleses y siguiendo un decreto ministerial del 2 de octubre, el ministro de Defensa de la RDC, Adolphe Onusumba anunció que el líder del FNI Peter Karim y el líder del MRC Martin Ngudjolo eran promocionados al rango de coronel en el ejército de la RDC, con el mando de 3.000 tropas cada uno 

## Reanudación del conflicto 2018 - actualidad

### Resurgimiento del conflicto Hema-Lendu
En 2016, las tensiones entre Herma y Lendu se reavivaron una vez más cuando el 5 de junio de 2017, el padre Florent Dhunji, sacerdote lendu, murió durante su estancia en el presbiterio de los abades de Bahema, Drodro. Si bien las circunstancias de su muerte eran en su mayoría desconocidas, algunos lendu comenzaron a acusar a los hema de planear exterminar a sus líderes, siendo el sacerdote la primera víctima. Según un informe de Vice News de agosto de 2018, durante diez años antes del estallido de violencia de 2017, las comunidades lendu y hema vivían en "relativa paz, compartían los mismos mercados y se casaban". Los rumores de violencia comenzaron a difundirse en el verano de 2017, pero la comunidad hema se sorprendió "cuando los vecinos se convirtieron en asesinos de la noche a la mañana". The report also noted that some the Lendu community members rejected claims that this was an ethnic conflict.<ref>" El informe también señaló que algunos miembros de la comunidad lendu rechazaron las afirmaciones de que se trataba de un conflicto étnico. La directora de Human Rights Watch para África Central, Ida Sawyer, dijo: "La violencia comenzó con una velocidad increíble y, para muchos en la región, pareció surgir de la nada.

### Insurgencia de la Cooperativa para el Desarrollo del Congo
En junio de 2023, CODECO mata al menos a 46 personas en un campo de desplazados internos en el distrito de Bahema Badjere..